# Hồng Trị
Hồng Trị là một xã thuộc huyện Bảo Lạc, tỉnh Cao Bằng, Việt Nam.

## Địa lý
Xã Hồng Trị nằm gần trung tâm huyện Bảo Lạc, có vị trí địa lý:
- Phía đông giáp xã Phan Thanh
- Phía tây giáp huyện Bảo Lâm và xã Bảo Toàn
- Phía nam giáp xã Kim Cúc
- Phía bắc giáp thị trấn Bảo Lạc và các xã Bảo Toàn, Thượng Hà.

Xã Hồng Trị có diện tích 38,33 km², dân số năm 2019 là 3.368 người, mật độ dân số đạt 88 người/km².
Quốc lộ 34 chạy qua xã. Trên địa bàn xã có các ngọn núi chính là Ao Li và Phia Đi. Sông Neo chảy qua địa bàn xã và nằm song song với quốc lộ 34. Trường Dân tộc nội trú của huyện Bảo Lạc nằm trên địa bàn xã. Xã có thắng cảnh là chùa Vân An.

## Hành chính
Xã Hồng Trị được chia thành 9 xóm: Bản Khuông, Bản Piậy, Cốc Xả, Khau Pàu, Khau Trang, Lũng Tiến, Nà Đuốn, Nà Van, Thang Buổng.

## Lịch sử
Sau năm 1975, Hồng Trị là một xã thuộc huyện Bảo Lạc.
Ngày 13 tháng 12 năm 2007, Chính phủ ban hành Nghị định 183/2007/NĐ-CP về việc:
- Điều chỉnh 304 ha diện tích tự nhiên và 498 nhân khẩu của xã Hồng Trị về thị trấn Bảo Lạc
- Thành lập xã Kim Cúc trên cơ sở điều chỉnh 4.431 ha diện tích tự nhiên và 2.649 nhân khẩu của xã Hồng Trị.

Sau khi điều chỉnh, xã Hồng Trị còn lại 3.957 ha diện tích tự nhiên và 3.078 người.
Đến năm 2019, xã Hồng Trị được chia thành 15 xóm: Cốc Xả Trên, Cốc Xả Dưới, Khau Cà, Lũng Tiến, Nà Đuốn, Nà Nôm, Nà Tền, Nà Van, Nà Cao, Bản Piậy, Thôm Trang, Khau Trang, Thang Buổng, Khau Pàu, Bản Khuông.
Ngày 9 tháng 9 năm 2019, Hội đồng Nhân dân tỉnh Cao Bằng ban hành Nghị quyết số 27/NQ-HĐND về việc:
- Sáp nhập xóm Nà Cao vào xóm Thang Buổng
- Sáp nhập xóm Khau Cà vào xóm Khau Trang
- Sáp nhập xóm Nà Nôm vào xóm Lũng Tiến
- Sáp nhập hai xóm Cốc Xả Trên và Cốc Xả Dưới thành xóm Cốc Xả
- Sáp nhập xóm Nà Tền vào xóm Bản Piậy
- Sáp nhập xóm Thôm Trang vào xóm Nà Đuốn.